# Mico acariensis
Mico acariensis  — вид широконосих приматів родини ігрункові (Callitrichidae).

## Опис
Відносно великий представник роду, який досягає середньої довжини тіла 24 см, довжина хвоста 35 см, а ваги близько 420 грамів. Шовковисте хутро білого кольору на спині і стає все більш сірим назад. Живіт пофарбований в яскраво-помаранчевий колір, лапи і основа хвоста помаранчеві. Хвіст, який значно більше, ніж тіло чорний. Безволосе лице тілесного кольору, між очей і на підборідді є чорні плями. Як і у всіх ігрункових на пальцях рук і ніг (за винятком великого пальця) є кігті замість нігтів.

## Поширення
Бразилія (штат Амазонас). Житель амазонських тропічних лісів низовини. Знаходяться на схід від Ріо-Мадейра коло річок Ріо-Акарі (якій вони також зобов'язані своєю назвою) і Ріо-Сукундурі.

## Звички
Як інші представники роду вони є денними і деревними, рухаючись рачки і стрибаючи по гілках. Вони повинні жити в групах, організованих навколо репродуктивного здатної пари. Харчування складається з фруктів, комах і деревних соків, для яких є зуби,  адаптовані щоб гризти кору.

## Загрози та охорона
Це погано відомий вид. Хоча його ареал малий, він вельми віддалений і є мало порушення людьми. На них, ймовірно, не полюють, хоча може бути деяке використання як домашніх тварин. Не відомо, чи є в охоронних територіях.